# Max Josephsohn
Max Josephsohn (* 29. Januar 1868 in Grüntal; † 2. Februar 1938 in Hamburg) war ein deutscher Gewerkschafts- und Genossenschaftsfunktionär.

## Leben und Wirken
Max Josephson erhielt eine Schulausbildung am Wilhelm-Gymnasium in Eberswalde, das er mit der mittleren Reife verließ. Anschließend absolvierte er dort eine vierjährige kaufmännische Ausbildung. Danach ging er nach Lübeck und Hamburg, wo er als Kaufmann arbeitete. 1892 gehörte er zu den Gründungsmitgliedern des Vereins Vorwärts und übernahm zwei Jahre später dessen Vorsitz. Dieser erste sozialdemokratische Zusammenschluss von Hilfsarbeitern in Hamburg konnte sich dauerhaft etablieren. Antisemiten, die als Mitglieder der Deutschsozialen Reformpartei auch in der Hamburger Bürgerschaft saßen, griffen den Verein und Josephson von Beginn an scharf an. Sie gründeten 1893 den Deutschnationalen Handlungsgehilfen-Verband, der mit Vorwärts aggressiv um Arbeitnehmerrechte stritt. Josephsohn zeigte sich während Versammlungen als begabter Redner.
Josephsohn organisierte 1897 in Leipzig den Zusammenschluss mehrerer Vereine zum Zentralverband der Handlungsgehilfen und -gehilfinnen Deutschlands. Er übernahm in dem Verband, der seinen Sitz in Hamburg hatte, das Amt des Schriftführers. Außerdem redigierte er die Verbandszeitung Handelsgehülfen-Blatt. Josephsohn setzte sich insbesondere für die Gleichberechtigung von Frauen ein, worüber er referierte und schrieb. Der Anteil von 45 Prozent weiblicher Mitglieder war für derartige Verbände in Hamburg einmalig. 1904 besuchte Josephsohn die Internationale Konferenz der Handlungsgehilfen, die in Amsterdam stattfand und an der Josephsohn eine führende Rolle spielte. Nach der Konferenz erhielt Hamburg eine Internationale Auskunftstelle. Josephsons Tätigkeiten als Verbandsleiter endeten 1911. Der Verband verlegte den Sitz des Büros ein Jahr später nach Berlin. Aus der auf ihn folgenden Leitung ist zu schließen, dass der Ortsverband den von Josephsohn gelebten Kurs des Internationalismus nicht weiterverfolgte.
Neben der Verbandstätigkeit hatte Josephson den Konsum-, Bau- und Sparverein „Produktion“ mitgegründet und dort ein Amt im Aufsichtsrat inne. Max Mendel, mit dem er sich angefreundet hatte, wurde sein Amtsnachfolger. Aufgrund dieser Mitgliedschaft und seines Organisationstalents leitete er ab 1911 die neu geschaffene Abteilung Verwaltung der Großeinkaufs-Gesellschaft Deutscher Consumvereine. Ab 1914 war er für die Gesellschaft zeichnungsberechtigt. Seine Dienstzeit endete 1933.

## Familie
Josephsohn war verheiratet und hatte eine Tochter. Während er selbst eines natürlichen Todes starb, wurden Frau und Tochter sowie seine Schwester 1941/42 von den Nationalsozialisten deportiert und getötet oder wählten den Selbstmord.